# 郭遠之

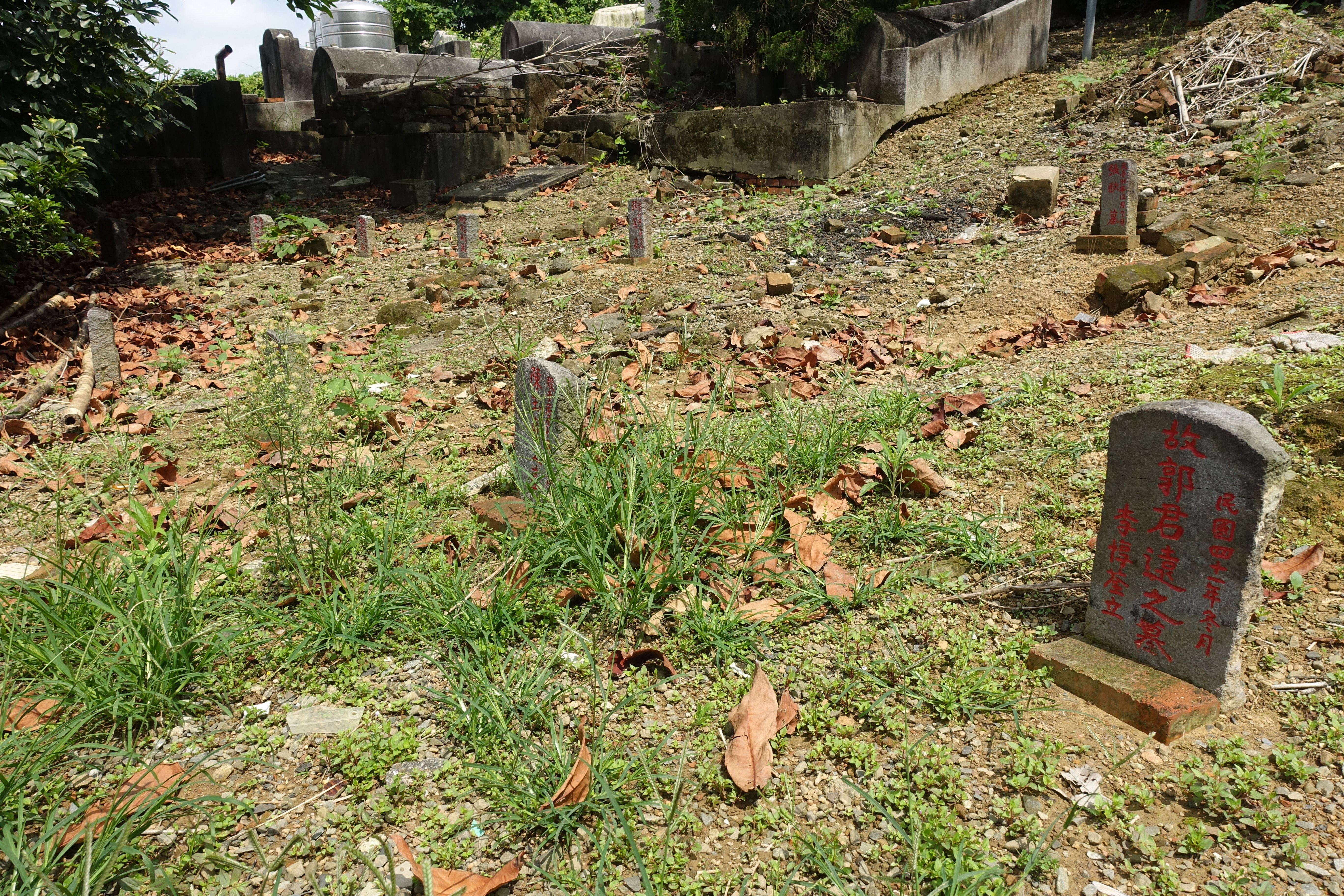
郭遠之之墓，位於台北市六張犁戒嚴時期政治受難者墓園

郭遠之（1914年5月11日—1952年11月19日），原名郭而剛，中國共產黨員，台灣白色恐怖受難者，因涉入吳乃光案被判處死刑，1952年11月19日槍決於馬場町刑場。

## 生平
郭遠之，1914年5月11日生，原名郭而剛，江西萬載縣人，其祖郭洄瀾曾歷任知縣，中華民國成立後創辦紙廠，為萬載地方實業家，父親郭一岑，1922年留學德國，1928年獲哲學博士，返國後任教於中央大學、上海暨南大學、廈門大學、中山大學、北京師範大學等校。
1936年郭而剛畢業於復旦大學，隨後留學日本，就讀明治大學政治經濟系，在日本期間接觸了馬克思主義，深受影響，1937年日本侵華日益明顯，郭而剛決定與同學返國，不久中國抗日戰爭爆發，郭而剛前往長沙，任職於湖南省工委機關報《觀察日報》撰寫社論，1938年文夕大火報社遷往邵陽，1939年4月17日因立場偏共且激進被迫停刊。郭而剛隨軍擔任日文翻譯，並前往廣西組織群眾，1940年隨著國共關係的惡化，郭而剛必須隱蔽身分，改名郭遠之，服務於中國工業合作社，協助隱匿共黨人士活動，1941年郭遠之到江西贛南軍政部第三補訓處任職，結識妻子李惇荃，同事吳乃光引薦郭遠之投附薛暮橋未果，吳乃光於是在皖南加入共黨。
1945年郭遠之返回萬載擔任教職，吳乃光則前往台灣。1947年7月吳乃光獲聘為台灣省立嘉義農業職業學校主任文史教員，1948年1月31日吳乃光以患病為由辭職至屏東養病，同校教師女友陳玉貞則進入屏東師範擔任教員。
郭遠之於1948年前後也前往台灣。1948年2月1日嘉義農校主任文史教員職務由郭遠之接替，並於1948學年正式聘為教務主任。1950年郭遠之介紹柯發仁協助吳乃光在屏東開設「愛智書店」。

1949年《懲治叛亂條例》施行之後進入白色恐怖時代，中華民國政府大肆搜捕中共潛伏於台灣的地下黨員，並由於知匪不報會受牽連遭判重罪，人心惶惶。1951年底吳乃光遭族弟吳執中檢舉，屏東縣憲兵隊循線逮捕吳乃光、郭遠之、陳玉貞、版畫家黃榮燦等六人，移送至國防部軍法局審訊。1952年9月8日，國防部軍法局軍事檢察官張益群依《懲治叛亂條例》第2條第1項（俗稱二條一）、《刑法》第28條（共同正犯）起訴郭遠之：
二十五年（1936年）參加匪文化座談會嗣介吳乃光投匪新四軍……嘉義農校匪諜學生被捕後郭命吳乃光焚燒《日本無產運動史》等反動書籍，三十九年（1950年）七月函介柯發仁代吳覓址開設愛智書店作匪文化宣傳據點……（意圖破壞國體、竊據國土或以非法之方法變更國憲、顛覆政府，而著手實行者）

——張益群，〈國防部（41年度）防院起字第064號起訴書〉
1952年9月12日，國防部軍法局法官李重嚴、尤雄章、解寄寒做出初審，其中黃榮燦、吳乃光、陳玉貞、郭遠之四人獲判死刑、褫奪公權終身：
被告吳乃光、郭遠之、黃榮燦、陳玉貞等人四名於民國三十四年（1945年）來台之前，即在大陸各地先後參加共匪叛亂組織，從事赤色宣傳。來台後復分別潛伏文教機關，發表反動言論，毒化青年學生，繼續為匪工作，應構成「意圖以非法之方法顛覆政府，而著手實行」之罪，擬各處死刑。 

——李重嚴、尤雄章、解寄寒，〈國防部（41年度）防隔字第0106號裁判書〉
審判歷時2個月，死刑之決議經參謀總長周至柔、總統蔣中正等人批准。1952年11月11日會審終結。郭遠之於1952年11月19日遭槍決。

## 紀念
2013年10月，北京西山國家森林公園的無名英雄廣場上立有無名英雄紀念碑，為紀念來台灣在1950年代被處決的隱避戰線烈士而設立。郭遠之的姓名銘刻於紀念碑上。

## 爭議
1998年2月台北市文獻委員會委託中央研究院近代史研究所進行口述歷史蒐集，訪問郭遠之長子郭以仁先生。郭以仁先生表示：「據我所知，應該是父親介紹吳乃光到農校圖書館擔任管理員，而非吳乃光介紹父親至農校接替其教職，因我當時常送飯給吳乃光，還曾因偷吃菜而遭媽媽責罵，故我對期間情形知之甚詳⋯⋯」。然而，依照國家檔案管理局保存國立嘉義大學相關文件聘書存根顯示軍法處判決文書為真實，郭遠之確實接替吳乃光在台灣省立嘉義農業職業學校的教職，且國家檔案管理局解密之郭遠之相關文件顯示郭遠之1947年底即來台在屏東市政府任職。

## 平反
2018年12月7日，促進轉型正義委員會促轉三字第1075300145A號函文，公告受難者黃藻儒君等1505人應予平復司法不法之刑事有罪判決暨其刑，其中(41)防隔字第106號，有關郭遠之意圖以非法之方法顛覆政府而著手實行之有罪判決暨其刑及沒收之宣告正式撤銷。